# سيفيتكو بوبوفيتش
سيفيتكو بوبوفيتش (بالإنجليزية: Cvjetko Popović)‏ ولد 1896 وتوفي في 9 يونيو 1980. كان صربيًّا بوسنيًّا وأحد الأعضاء السبعة لتنظيم اليد السوداء السري الذي هدف إلى عملية اغتيال ولي العهد النمساوي المجري فرانس فرديناند خلال زيارته لسراييفو في شهر يونيو 1914.